# Ctenusa angulata
Ctenusa angulata är en fjärilsart som beskrevs av Embrik Strand 1914. Ctenusa angulata ingår i släktet Ctenusa och familjen nattflyn. Inga underarter finns listade i Catalogue of Life.